# Серёжа (приток Тёши)
Серёжа — река в Нижегородской области, крупнейший приток Тёши. Устье реки находится в 44 км по правому берегу реки Тёши. Длина реки составляет 196 км, площадь бассейна — 2730 км².
Высота устья — 82,9 м над уровнем моря. Высота истока — 200 м над уровнем моря.

## Описание
Исток реки в Перевозском районе, близ деревни Павловки в 18 км к северо-западу от города Перевоз.
Протекает по территории Перевозского, Дальнеконстантиновского (по границе), Вадского (по границе), Арзамасского, Сосновского, Вачского (по границе), Навашинского районов. Генеральное направление течения — запад. Русло в основном песчаное, течение быстрое. Берега высокие, лесистые, местами луговые.

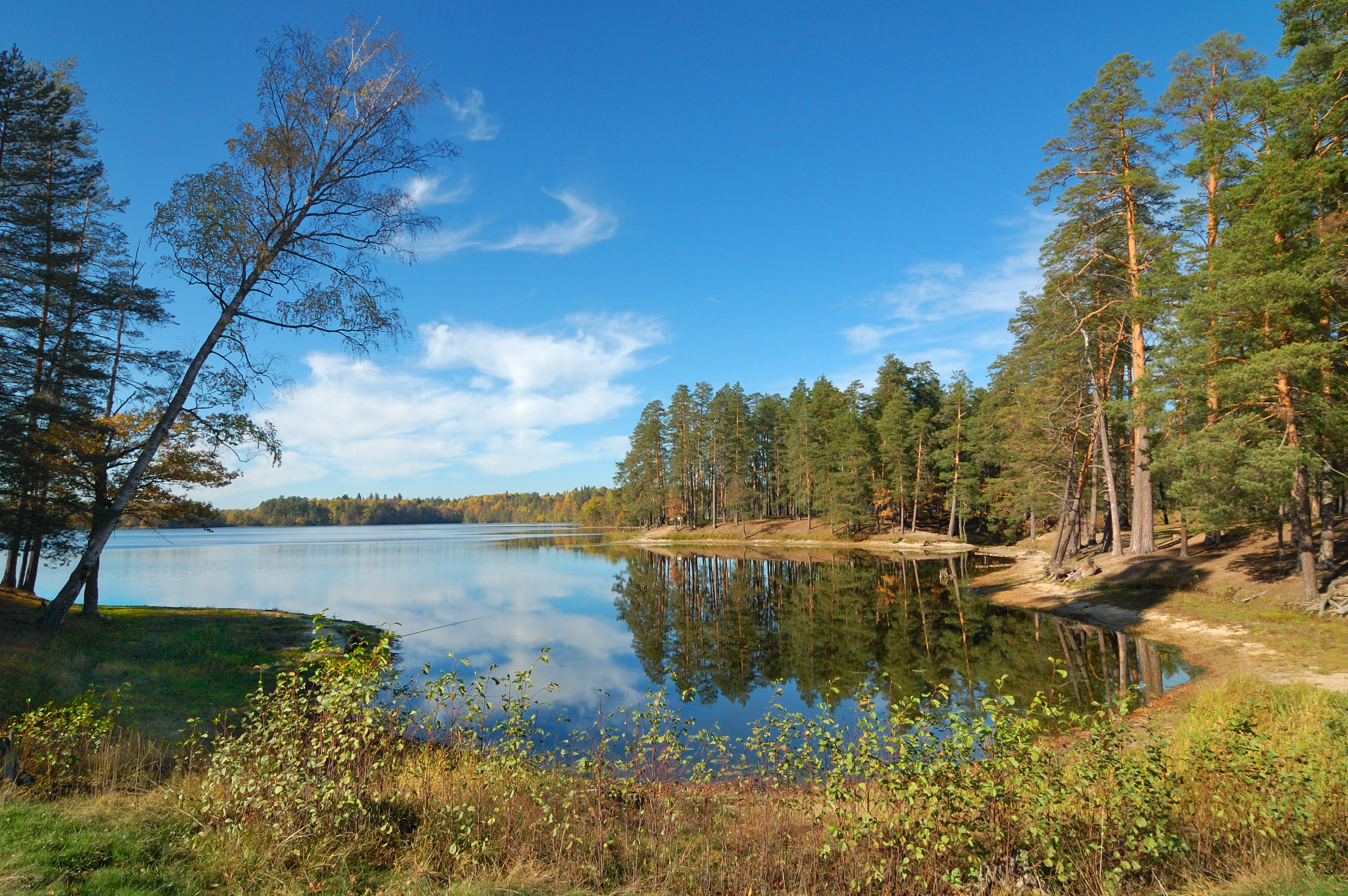
Пустынские озёра

В среднем течении (на территории Арзамасского района) река протекает через систему Пустынских карстовых озёр, образовавших настоящий водный лабиринт. Вообще бассейн реки характеризуется повышенной закарстованностью. По берегам Серёжи нет городов, крупных промышленных предприятий, плотность сельских населённых пунктов незначительна (особенно в низовьях), что обуславливает благоприятную экологическую обстановку в бассейне реки.
Впадает в Тёшу в Навашинском районе, ниже села Натальино. Ширина реки у устья — около 25 метров.

## Притоки (км от устья)
- 11 км: река Илимдиг (Илимтин) (пр)
- 19 км: река Пекса (пр)
- 35 км: река Салакса (лв)
- 46 км: ручей Телев (лв)
- 52 км: река Перя, у д. Озёрки (пр)
- 61 км: река Душлей, (лв)
- 69 км: ручей Соловьёвка (лв)
- 81 км: река Чара (Шара, Умра) (лв)
- 105 км: ручей Сырой Ирзяк (лв)
- 125 км: река Ишлей (лв)
- 131 км: река Модан (пр)
- 133 км: река Ковакса (Кавакса) (лв)
- 140 км: река Чернушка (лв)
- 144 км: ручей Сущевка (руч. Большая Сущевка) (пр)
- 152 км: ручей Унев (пр)
- 177 км: река Пакаша (пр)

## Археологические находки
В верховьях реки Серёжи был открыт комплекс средневековых археологических памятников (древние поселения, захоронения, дороги и тому подобные объекты) второй половины I тысячелетия — первой половины II тысячелетия н. э.

## Данные водного реестра
По данным государственного водного реестра России, относится к Окскому бассейновому округу, водохозяйственный участок реки — Тёша от истока до устья, речной подбассейн реки — бассейны притоков Оки от Мокши до впадения в Волгу. Речной бассейн реки — Ока.
Код объекта в государственном водном реестре — 09010300212110000030700.